# Eutornopera argentifascia
Eutornopera argentifascia är en fjärilsart som beskrevs av George Francis Hampson 1895. Eutornopera argentifascia ingår i släktet Eutornopera och familjen tandspinnare. Inga underarter finns listade i Catalogue of Life.